# Museu Tikotin de Arte Japonesa

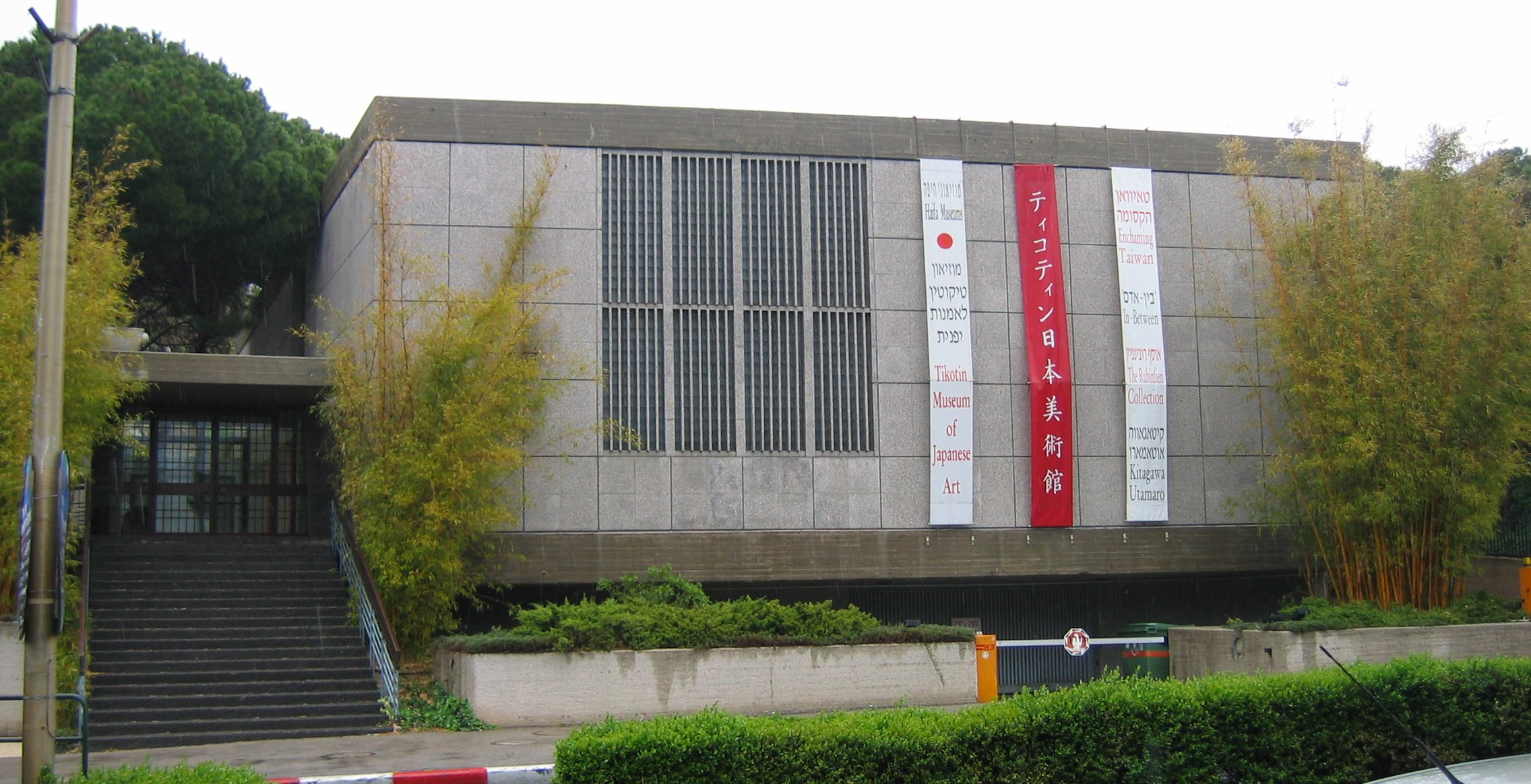
Museu Tikotin de Arte Japonesa, Haifa, Israel - Fachada

O Museu Tikotin de Arte Japonesa (em hebraico: מוזיאון טיקוטין לאמנות יפנית) é um museu dedicado inteiramente à exibição e divulgação da cultura japonesa, localizado na cidade de Haifa, em Israel. Único no seu gênero no Oriente Médio, foi criado em 1959, sob a iniciativa de Felix Tikotin e Abba Hushi, prefeito da cidade.

## História
Felix Tikotin foi um arquiteto reconhecido internacionalmente por sua coleção de obras de arte japonesas, por 40 anos ele reuniu um grande número de coleções de alto valor que foram exibidas em vários museus. Pego pela Segunda Guerra Mundial e por ser judeu, ele fugiu para a Holanda. Depois que a guerra terminou, retornou a Israel e sua coleção foi doada a um museu que foi criado com o apoio do prefeito da cidade de Haifa, Abba Hushi.

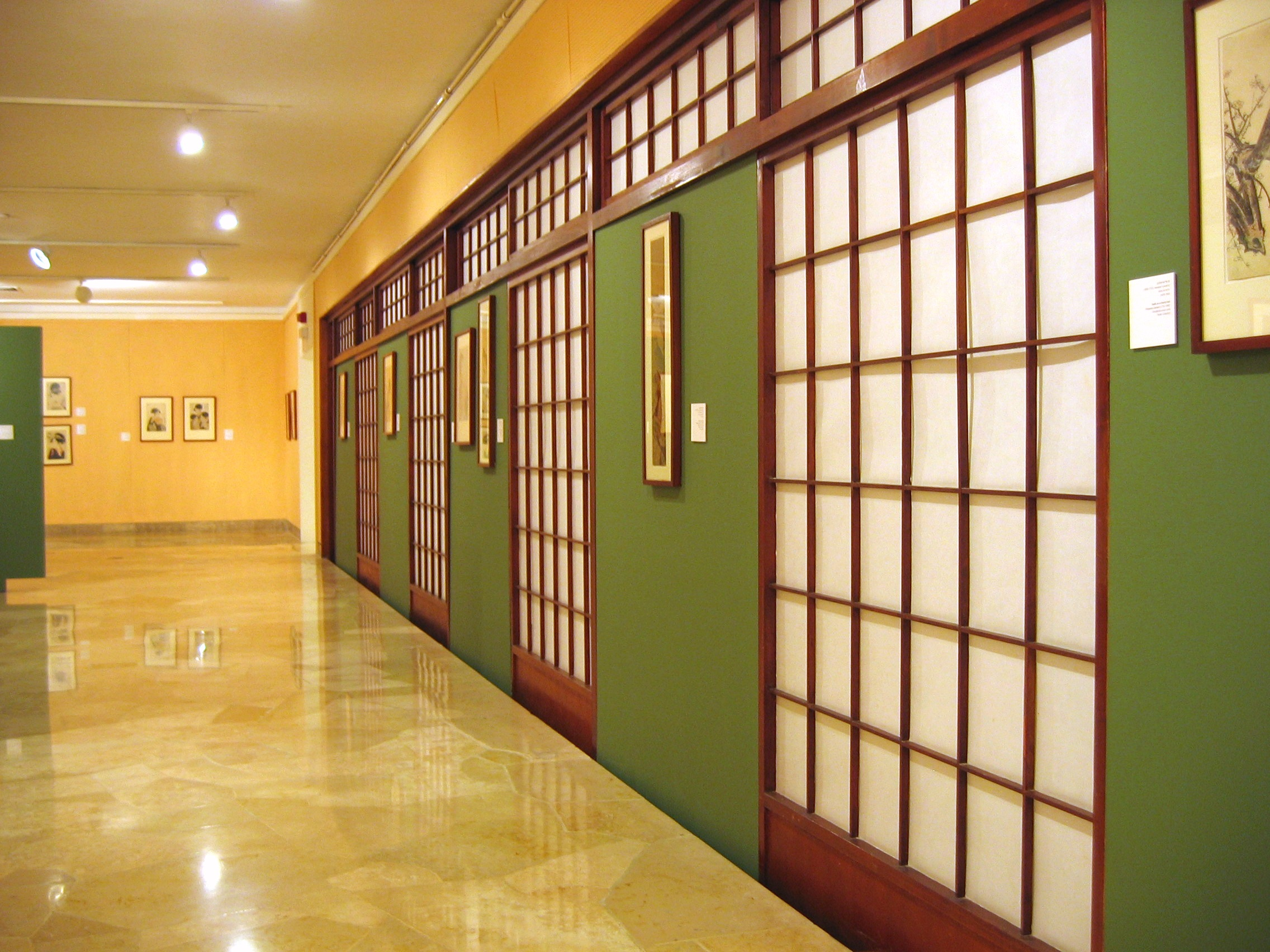
Museu Tikotin de Arte Japonesa, Haifa, Israel - Showroom Wall

Durante vários anos houve viagens ao redor do mundo para apoiar a criação do museu. O primeiro diretor da instituição era Chisaburoh Yamada. Entre 1966 e 1992, o museu foi dirigido por Eli Lancman, que recebeu um prêmio do governo do Japão em 2001. Depois de várias reuniões e grupos culturais apoiando a ideia, foi permitido comprar um espaço para a construção do museu em maio de 1958. O museu foi projetado por Frederick Kisch, que era o proprietário da chamada "Casa Kisch" e fez parte dos escritórios gerais do museu, várias oficinas e uma sala de estilo japonês. O museu também tem uma biblioteca com livros e publicações relacionadas à cultura e à arte japonesas. Em fevereiro de 1959, começou a construção de um pavilhão, que tem um ambiente totalmente japonês, como portas de correr, varandas de madeira, um jardim; o museu foi aberto ao público em maio de 1960.

## Atividades educativas

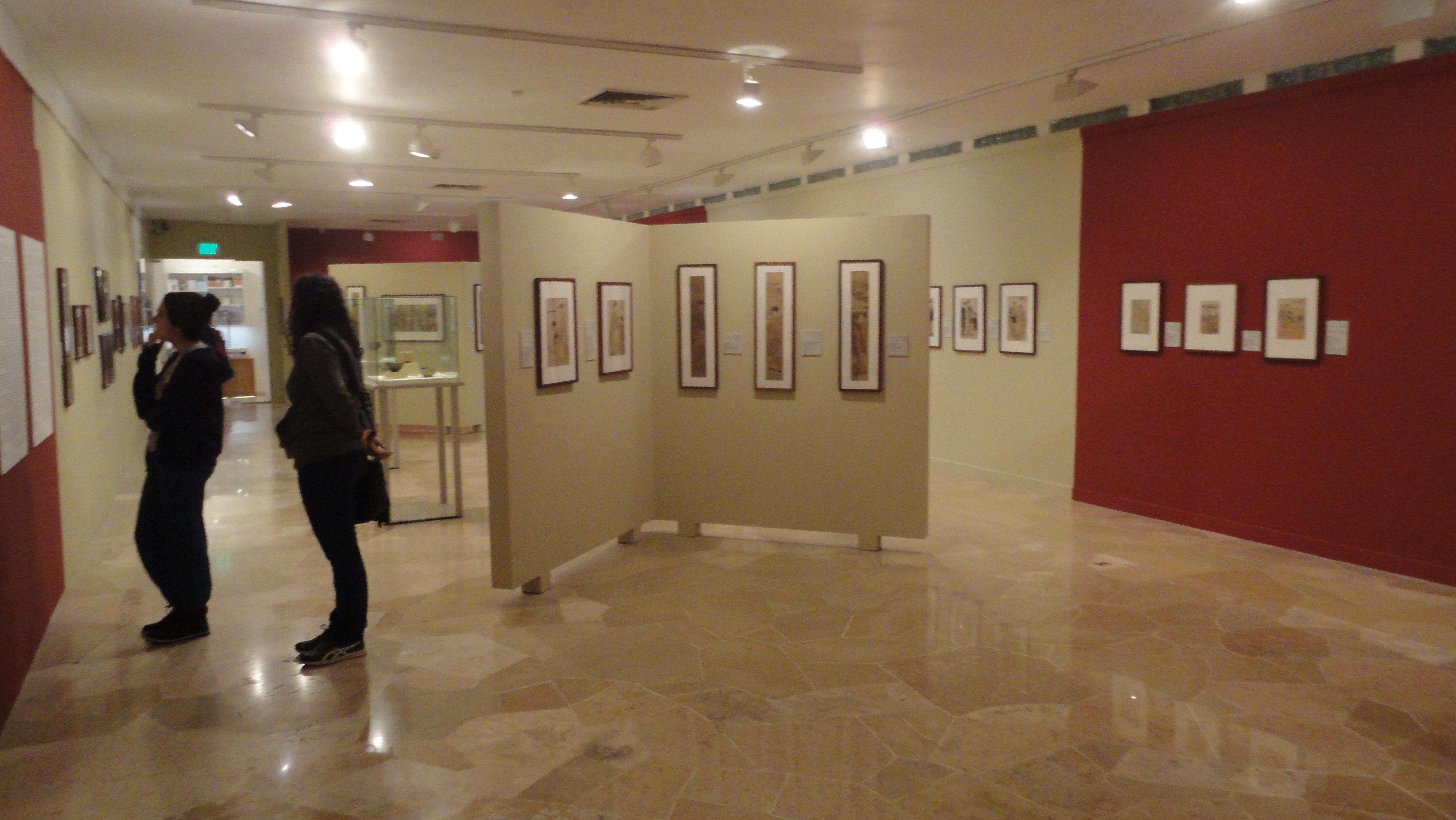
Sala de exposições dentro do museu.

O fundador do museu sempre quis que o museu fosse um centro para o estudo da arte e cultura japonesa e ajudasse a reduzir a distância entre Israel e o Japão. Por esta razão, na ala educacional do museu, existem oficinas permanentes para os visitantes: cursos de língua japonesa, caligrafia, ikebana, culinária e atividades variadas são dadas. As exposições mostram os costumes japoneses em seu modo de vida, vestuário, moda, comida e religião. Desde 1995, 100 exposições foram curadas por Ilana Singer Blaine, que ganhou o prêmio do Ministério de Ciência e Cultura de Israel em 2007 e recebeu do governo japonês o Prêmio do Ministério dos Negócios Estrangeiros.